# Música ibo

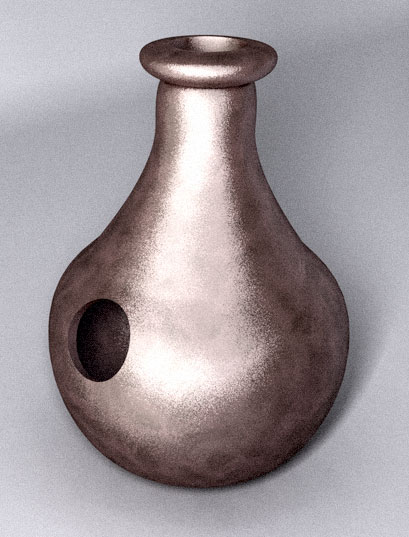
Um típico udu

Música ibo (igbo) é a música dos ibos, que são indígenas da parte sudeste da Nigéria. Os ibos tradicionalmente contam com instrumentos de percussão pesadamente tais como o Tambor e os Gong, que são os mais populares por causa de sua habilidade inata para proporcionar uma ordem diversificada de ritmo, som, e arremesso. A música ibo geralmente é alegre, otimista, e espontânea que gera uma variedade de sons que permite aos ibos incorporarem a música em quase todas as facetas da sua vida cotidiana. Alguns estilos muito populares de música ibo são o fuji, juju, Highlife, Waka, Reggae, Gospel e Hip-hop.